# Сурнина, Мария Петровна
Мария Петровна Сурнина (родилась 16 февраля 1991 года) — российская футболистка (игрок в мини-футбол), вратарь. Мастер спорта России международного класса (2014).

## Биография
Училась в Пензенском государственном университете. В 2009—2014 годах играла за клуб «Виктория» из Дзержинска, после чего перешла в пензенскую команду «Лагуна-УОР». Также в её послужном списке есть клубы «Аврора» и «Норманочка»: с последней в сезоне 2020/2021 Сурнина выиграла чемпионат России, а в сезоне 2022/2023 стала обладателем Кубка России. В сезоне 2023/2024 была заявлена за клуб «Оргхим Dream» в Первой лиге чемпионата Нижегородской области.
В составе женской сборной России Сурнина дебютировала 6 мая 2010 года в матче против Ирана (победа 5:1). Участница экспериментальных чемпионатов мира по мини-футболу 2013, 2014 и 2015 годов. В 2013 году завоевала бронзовые медали женского чемпионата мира, в 2014 году стала обладателем бронзовых медалей и на студенческом чемпионате мира, в 2016 году завоевала серебряные медали на студенческом чемпионате мира в Бразилии (в финале россиянки проиграли Бразилии). Бронзовый призёр чемпионата Европы 2019 года, провела на чемпионате один матч против Испании, в котором россиянки проиграли 0:5. Всего провела 50 матчей за сборную России.